# Antonio Campos Di Girolamo
Antonio Campos di Girolamo (Santiago, 29 de abril de 1985) es un actor y director de teatro chileno.

## Biografía
Nació el 29 de abril de 1985, en Santiago. Es el hijo mayor de los actores Claudia Di Girolamo y Cristián Campos, y hermano del también actor Pedro Campos Di Girolamo. Tiene además dos medias hermanas. Es primo de la también actriz Mariana Di Girolamo.
Proviene de una familia con una profunda tradición artística y compromiso social. Es nieto del artista ítalo-chileno Claudio Di Girolamo, fundador del Teatro Ictus y figura clave en la cultura nacional, y de Carmen Quesney, destacada defensora de los derechos humanos durante la dictadura militar. Asimismo, es bisnieto del pintor italiano Giulio Di Girolamo, a quien se le otorgó la nacionalidad chilena y cuyo legado es recordado en una plazoleta que lleva su nombre en Linares.
Cuando tenía tres años, se trasladó con sus padres a Austin, debido a una especialización de su padre en la Universidad de Texas. Regresaron a Chile en 1989. Tras la separación de sus padres en 1995, Antonio vivió junto a la familia materna en Vitacura.
Estudió en el Saint George's College, donde se graduó en 2003. Luego, ingresó a la Escuela de Teatro de la Universidad de Chile,  egresando en 2008 como Licenciado en Artes con mención en Actuación Teatral.

## Carrera artística
En 2009, Antonio Campos Di Girolamo fue convocado por el director Vicente Sabatini para integrarse a Manuel Rodríguez (2010), ambiciosa telenovela histórica de Chilevisión que se estrenó en marzo de 2010. En ella dio vida a José Joaquín Guzmán, un joven aristócrata que decide dejar atrás los privilegios de su clase para sumarse a la causa independentista liderada por su amigo Manuel Rodríguez. Este papel marcó un hito en su carrera, revelando su fuerza interpretativa en personajes de carga dramática.
Al año siguiente sorprendió con un rol desafiante en La doña (2011), superproducción de época en la que interpretó a Nicolás Villarreal, un joven homosexual que lucha por su identidad en un entorno conservador. La producción fue también significativa a nivel personal, ya que compartió por primera vez escenas con su madre, la reconocida actriz Claudia Di Girolamo, en una dupla que capturó la atención del público.
Campos Di Girolamo luego se volcó a la comedia con roles en La sexóloga (2012) y Las dos Carolinas (2014), donde demostró su soltura en registros más livianos, sin abandonar la profundidad de sus interpretaciones. En 2015, se unió al reparto de Esa no soy yo. Tras un breve alejamiento de la televisión, en 2019 regresó de la mano de la productora AGTV para integrarse a Amor a la Catalán, teleserie de Canal 13, reafirmando su versatilidad.

## Vida personal
En 2007, Antonio Campos Di Girolamo vivió un episodio polémico tras ser agredido por estudiantes de la Universidad ARCIS, mientras participaba en un evento solidario de la compañía Niño Proletario. Dos años después, cambió radicalmente de escenario: viajó a la Amazonía ecuatoriana, donde impartió clases de teatro y convivió en comunidades Shuar.
En lo personal, su vida amorosa también ha sido tema de interés. Mantuvo una relación con la actriz Begoña Basauri entre 2006 y 2009, y luego con Sofía García, desde 2010 hasta 2014.

## Filmografía
| Año  | Título           | Papel  | Notas                 | Ref. |
| ---- | ---------------- | ------ | --------------------- | ---- |
| 2012 | Bahía Azul       | Martín | debut cinematográfico |      |
| 2018 | Vidas recicladas | –      |                       |      |

| Año       | Título            | Papel                         | Canal    | Ref.   |
| --------- | ----------------- | ----------------------------- | -------- | ------ |
| 2010      | Manuel Rodríguez  | José Joaquín Guzmán y Salazar | CHV      | [ 11 ] |
| 2011–2012 | La Doña           | Nicolás Villarreal y Gonzaga  | CHV      | [ 12 ] |
| 2012–2013 | La Sexóloga       | Lorenzo Núñez                 | CHV      | [ 16 ] |
| 2014      | Las Dos Carolinas | Pablo Verdugo                 | CHV      | [ 17 ] |
| 2015–2016 | Esa no soy yo     | Claudio Labarca               | TVN      | [ 18 ] |
| 2019      | Amor a la Catalán | Lucas Vial                    | Canal 13 | [ 19 ] |

| Año        | Título                               | Papel                | Notas                          | Canal |
| ---------- | ------------------------------------ | -------------------- | ------------------------------ | ----- |
| 2008       | Mea culpa                            | Eduardo              | Episodio: En menos de Dios     | TVN   |
| 2011; 2017 | 12 días que estremecieron Chile      | Claudio / Secretario | 2 episodios                    | CHV   |
| 2012       | El diario secreto de una profesional | César                | Episodio: Despedida de soltero | TVN   |
| 2018       | Grandes pillos: Artistas del engaño  | Rafael Garay         | Episodio: Rafael Garay         | CHV   |
| 2021       | Isabel                               | Nicolás Frías        | Episodio: Los espíritus        | Mega  |

## Teatro
- 2006: Roberto Zucco (como actor)
- 2008: Variaciones sobre la muerte (como actor)
- 2010: Impro star (como actor)
- 2011: El año repetido (como director)
- 2012: El mar en la muralla (como director)
- 2013: Arpeggione (como director)
- 2013: Aquí están (como actor)
- 2013: La estructura del fracaso (como actor)
- 2014: El montacargas (como actor)
- 2014: Edmond (como director)
- 2022: Restos (como director)
- 2023: Principiantes (como director)